# Lothar Trautmann
Lothar Trautmann (* 7. Mai 1935 in Berlin; † 1. Februar 2010 ebenda) war ein deutscher Theaterregisseur, Schauspieler und Schauspieldirektor.

## Leben

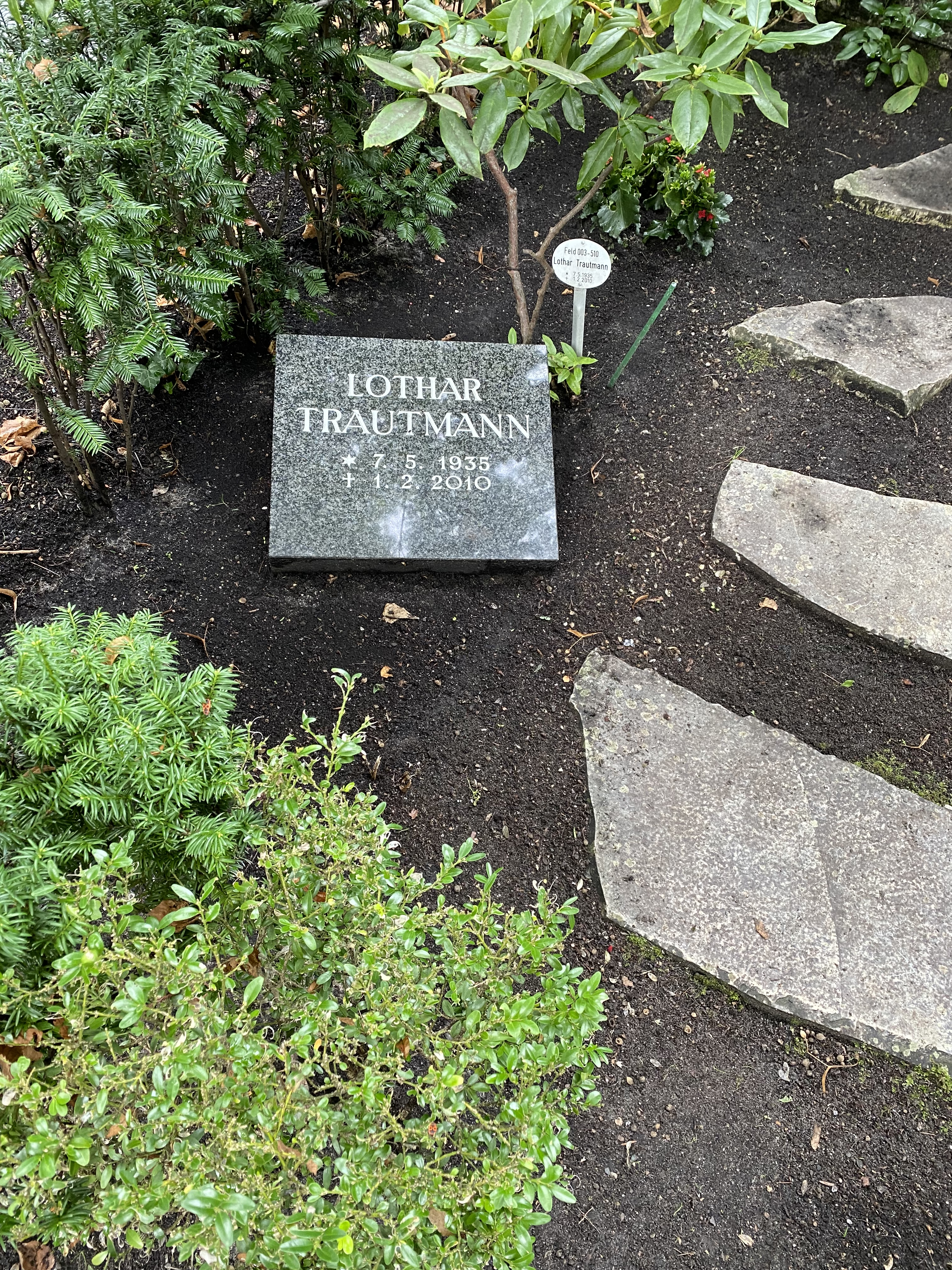
Grabstätte Lothar Trautmann

Trautmann wurde in Berlin an der Max-Reinhardt-Schule ausgebildet. In seinen jüngeren Jahren trat er mehrfach in kleineren Fernseh-Rollen auf. Seine gemeinsam mit Gustav Burmester erarbeitete Inszenierung von Hans Henny Jahnns Thomas Chatterton (1970) wurde für das Fernsehen produziert.
Einige Jahre wirkte er an verschiedenen Stadttheatern, etwa am Theater Lübeck. Er kam dann ans Schauspiel in Essen als Oberspielleiter, wo er 1975 u. a. seine Inszenierungen der Uraufführung von Alexander Solschenizyns Republik der Arbeit und eine bemerkenswerte Inszenierung des Musicals Cabaret herausbrachte. 1976 ging Trautmann in gleicher Funktion nach Darmstadt ans dortige Staatstheater. In Darmstadt debütierte er mit dem selten gespielten Jakob-Michael-Reinhold-Lenz-Drama Die Soldaten.
1981 wechselte er nach Saarbrücken, wo er bis 1990 Schauspieldirektor war und außerdem ab 1987 die Schauspielabteilung der Musikhochschule leitete. Anschließend ging er nach Karlsruhe.
Seine Inszenierungen zeichneten sich durch psychologische Genauigkeit und penible Textdeutung aus.
Lothar Trautmann hat aus seiner 1. Ehe zwei Kinder: Die Musikerin Anke Trautmann und den Kameramann Frank Trautmann.
Von 1993 bis 2002 war er mit Nora Noé verheiratet. Lothar Trautmann verstarb im Alter von 74 Jahren in seiner Geburtsstadt und wurde auf dem dortigen Friedhof Zehlendorf beigesetzt.